# Ettore Neri
Ettore Giovanni Neri (Genova, 5 agosto 1896 – Genova, 6 gennaio 1966) è stato un calciatore italiano, di ruolo centrocampista.

## Carriera
Cresciuto in piccoli club del genovese, il SC Genova ed l'US Genovese, esordisce nella stagione 1919-1920, giocando tra le file del Giovani Calciatori Grifone, stagione nella quale segnò 3 reti. Nel Giovani Calciatori Grifone era conosciuto come Neri I, per distinguerlo da un omonimo compagno di club.
Successivamente viene ingaggiato dalla Novese, club con il quale vince il campionato 1921-1922 organizzato dalla FIGC.
Questo è il primo dei tre scudetti conquistati in carriera. La stagione seguente infatti è ingaggiato dal Genoa che conquistò i due campionati successivi.
Neri fu tra i protagonisti del triennio rossoblù che si concluse con la beffa nel 1924-1925 dove dopo una serie di contestate finali il Genoa perse contro il Bologna la possibilità di disputare la finalissima nazionale.
La stagione 1924-1925 fu l'ultima tra le file del Grifone, poiché venne ingaggiato dalla Società Ginnastica Andrea Doria, club con il quale terminò la carriera nel 1927.

## Palmarès

### Club

#### Competizioni nazionali
- Campionato italiano: 3

Novese: 1921-1922
Genoa: 1922-1923, 1923-1924